# Larry Cain
Lawrence J. (Larry) Cain (Toronto, 9 januari 1963) is een Canadees kanovaarder.
Cain won tijdens de Olympische Zomerspelen 1984 de gouden medaille op de 500 meter, en zilver op de C-1 1000 m.

## Belangrijkste resultaten

### Olympische Zomerspelen
| Editie | Plaats      | Resultaten                |
| ------ | ----------- | ------------------------- |
| 1984   | Los Angeles | C-1 500m C-2 1000m        |
| 1988   | Seoel       | HF C-1 500m 4e C-2 1000m  |
| 1992   | Barcelona   | 9e C-1 500m 7e C-1 1000 m |

### Wereldkampioenschappen vlakwater
| Jaar | Plaats  | Resultaten |
| ---- | ------- | ---------- |
| 1989 | Plovdiv | C-1 1000 m |

1976: Aleksandr Rogov ·
1980: Sergej Postrechin ·
1984: Larry Cain ·
1988: Olaf Heukrodt ·
1992: Nikolai Boechalov ·
1996: Martin Doktor ·
2000: György Kolonics ·
2004: Andreas Dittmer ·
2008: Maksim Opalev